# Marchia toskańska
Marchia toskańska – marchia w centralnych Włoszech utworzona przez Karolingów na zrębie longobardzkiego księstwa Tuskii. Należały do niej hrabstwa w dolinie rzeki Arno, leżące wokół hrabstwa Lukki.